# 데나리우스
데나리우스(라틴어: Denarius) 또는 데나리온은 로마 공화정과 로마 제국의 화폐 중 하나였다. 콘스탄티누스 대제의 화폐 개혁으로 폐지될 때까지 로마의 주요 화폐였다.

## 역사
기원전 211년 제2차 포에니 전쟁 중 로마 원로원에 의해 발행되기 시작된 데나리우스는 이후 로마의 영토가 넓어지며 우수한 은화로 교역을 비롯해 돈이 사용되는 모든 분야에서 인기있는 화폐가 되었고, 아우구스투스에 의해 순도 100퍼센트의 화폐가 되었고, 네로 황제의 개혁으로 순도가 92퍼센트로 낮아졌으나 한동안 기존의 상업적 지위는 계속 유지되었다. 그러나 3세기의 위기로 인한 혼란상으로 순도가 무려 5퍼센트까지 떨어졌다. 디오클레티아누스 황제가 개혁을 단행했으나 오히려 아르겐테우스라고 불린 새 화폐는 곧 사라졌고, 결국 디오클레티아누스 황제의 가격 통제령의 원인이 되었다. 디오클레티아누스 황제가 물러난 이후의 혼란을 수습하고 유일한 황제가 된 콘스탄티누스 대제는 개혁을 단행, 솔리두스 금화로 데나리우스 은화를 대신한다.

## 성서의 데나리우스
신약성서에서 데나리우스는 데나리온으로 불리는데, 이는 데나리우스의 헬라어 표기이다. 신약성서는 그리스 로마 문명(Greco-Roman civilization)의 영향으로 헬라어로 기록되었다. 성서에서 1데나리우스는 노동자의 하루 임금으로 묘사되며, 복음서에 나오는 예수 그리스도의 비유 이야기중 그 이름이 여러 번 언급된다. 데나리온이 등장하는 비유로는 마태오복음서에 나오는 일용직 노동자 이야기가 있다.
| “ | 하늘 나라는 이렇게 비유할 수 있다. 어떤 포도원 주인이 포도원에서 일할 일꾼을 얻으려고 이른 아침에 나갔다.그는 일꾼들과 하루 품삯을 돈 한 데나리온으로 정하고 그들을 포도원으로 보냈다. 아홉 시쯤에 다시 나가서 장터에 할 일 없이 서 있는 사람들을 보고 '당신들도 내 포도원에 가서 일하시오. 그러면 일한 만큼 품삯을 주겠소.' 하고 말하니 그들도 일하러 갔다. 주인은 열두 시와 오후 세 시쯤에도 나가서 그와 같이 하였다. 오후 다섯 시쯤에 다시 나가보니 할 일 없이 서 있는 사람들이 또 있어서 '왜 당신들은 하루 종일 이렇게 빈둥거리며 서 있기만 하오?' 하고 물었다. 그들은 '아무도 우리에게 일을 시키지 않아서 이러고 있습니다.' 하고 대답하였다. 그래서 주인은 '당신들도 내 포도원으로 가서 일하시오.' 하고 말하였다. 날이 저물자 포도원 주인은 자기 관리인에게 '일꾼들을 불러 맨 나중에 온 사람들부터 시작하여 맨 먼저 온 사람들에게까지 차례로 품삯을 치르시오.' 하고 일렀다. 오후 다섯 시쯤부터 일한 일꾼들이 와서 한 데나리온씩을 받았다. 그런데 맨 처음부터 일한 사람들은 품삯을 더 많이 받으려니 했지만 그들도 한 데나리온씩밖에 받지 못하였다. 그들은 돈을 받아들고 주인에게 투덜거리며 '막판에 와서 한 시간밖에 일하지 않은 저 사람들을 온종일 뙤약볕 밑에서 수고한 우리들과 똑같이 대우하십니까?' 하고 따졌다. 그러자 주인은 그들 가운데 한 사람을 보고 '내가 당신에게 잘못한 것이 무엇이오? 당신은 나와 품삯을 한 데나리온으로 정하지 않았소? 당신의 품삯이나 가지고 가시오. 나는 이 마지막 사람에게도 당신에게 준 만큼의 삯을 주기로 한 것이오. 내 것을 내 마음대로 처리하는 것이 잘못이란 말이오? 내 후한 처사가 비위에 거슬린단 말이오?' 하고 말하였다.이와 같이 꼴찌가 첫째가 되고 첫째가 꼴찌가 될 것이다." | ” |
|   | — 마태오의 복음서 20:1-16 |   |

## 같이 보기
- 고드란트
- 세미스
- 아시스
- 두폰디우스
- 퀴나리우스
- 세스테르티우스
- 아우레우스
- 솔리두스
- 은화